# Gonçalo Inácio
Gonçalo Bernardo Inácio (* 25. August 2001 in Almada) ist ein portugiesischer Fußballspieler, der auf der Position eines Innenverteidigers für Sporting Lissabon in der Primeira Liga spielt.

## Laufbahn

### Verein
Inácio begann seine Spielerlaufbahn beim lokalen Verein Almada AC, dem Lokalverein seiner Geburtsstadt. Er wechselte 2012 in die Jugendakademie von Sporting Lissabon, nachdem auch der Stadtrivale Benfica Lissabon Interesse an dem Talent gezeigt hatte. Am 13. Januar 2018 unterzeichnete er im Alter von 16 Jahren seinen ersten Profivertrag. Am 6. Juli 2020 wurde Inácio zum ersten Mal in die erste Mannschaft von Sporting berufen, wobei er beim torlosen Unentschieden bei Moreirense FC in der Primeira Liga nicht zum Einsatz kam.  Sein Debüt gab er am 4. Oktober beim 2:0-Auswärtssieg gegen Portimonense SC, als er in der 62. Minute für Zouhair Feddal eingewechselt wurde. Am 20. März 2021 erzielte Inácio sein erstes Tor, als er beim 1:0-Heimsieg gegen Vitória Guimarães aus kurzer Distanz einköpfte. In seiner Debütsaison für Sporting konnte sich Inácio ab dem Frühjahr 2021 als Stammspieler durchsetzen und kam insgesamt 20 Mal zum Einsatz. Am Saisonende konnte er mit dem Team die portugiesische Meisterschaft sowie den Ligapokal gewinnen. Auch in den folgenden Spielzeiten behielt der Verteidiger seinen Stammplatz und gewann mit der Mannschaft 2022 erneut den Ligapokal sowie 2024 erneut die Meisterschaft. Im Jahr 2025 war Inácio Teil der Sporting-Mannschaft, die das Double aus Meisterschaft und Pokal feiern konnte. 

### Nationalmannschaft
Inácio trat für verschiedene Jugendauswahlen seines Heimatlandes an. Am 12. November 2021 gab Inácio sein Debüt in der U21 und bestritt dort innerhalb eines Jahres insgesamt sechs Spiele.
Am 23. März 2023 debütierte er unter Nationaltrainer Roberto Martínez im Rahmen eines EM-Qualifikationsspiels gegen Liechtenstein in der A-Nationalmannschaft. 2024 gehörte er dem portugiesischen Kader bei der Europameisterschaft in Deutschland an und kam bis zum Ausscheiden der Mannschaft nach Elfmeterschießen im Viertelfinale gegen Frankreich in zwei Spielen zum Einsatz.

## Erfolge
Sporting Lissabon:
- Portugiesischer Meister: 2021, 2024, 2025
- Taça da Liga: 2021, 2022

Nationalmannschaft
- UEFA-Nations-League-Sieger: 2025